# Voodoo Moonshine
Voodoo Moonshine è il quinto album del gruppo musicale groove death metal progressive francese Trepalium, pubblicato nel 2014 dall'etichetta discografica Klonosphere.

## Tracce
1. Moonshine Limbo – 3:47
2. Damballa's Voodoo Doll Feat. Joseph Duplantier (Gojira) – 3:55
3. Possessed By The Nightlife – 3:25
4. Guédé Juice – 4:29
5. Fire On Skin – 4:28
6. Blowjob On The Rocks Feat. Gérald Villain (Step In Fluid) – 4:02

## Formazione
- Cédric Punda (Kéké) - voce
- Harun Demiraslan - chitarra
- Nicolas Amossé - chitarra
- Ludovic Chauveau - basso
- Sylvain Bouvier - batteria

________________
- Matthieu Metzger (Klone, ONJ, Marc Ducret, L.Sclavis…)
- Rémi Dumoulin (ONJ, Magma, Riccardo Del Fra …)
- Sylvain Bardiau (Jacques Higelin, ONJ, Marc Ducret, Journal Intime …)
- Matthias Mahler (Marc Ducret, Journal Intime …)
- Gérald Villain (Step In Fluid, Lhomé...)